# Bahnhof Berlin-Rahnsdorf
Der Bahnhof Berlin-Rahnsdorf ist ein S-Bahnhof der Berliner S-Bahn. Er liegt im gleichnamigen Berliner Ortsteil Rahnsdorf des Bezirks Treptow-Köpenick.

## Geschichte

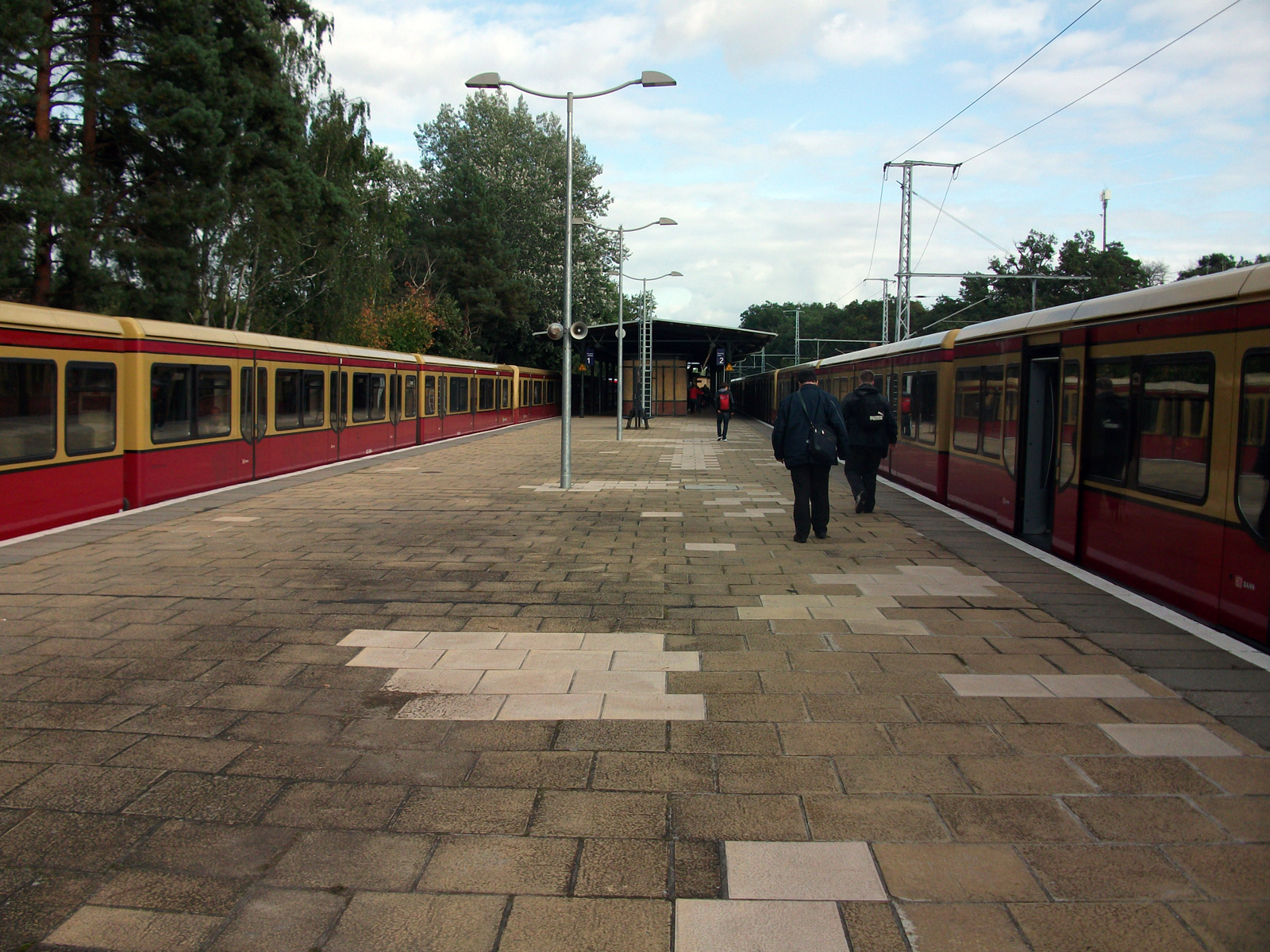
Bahnsteige des S-Bahnhofs

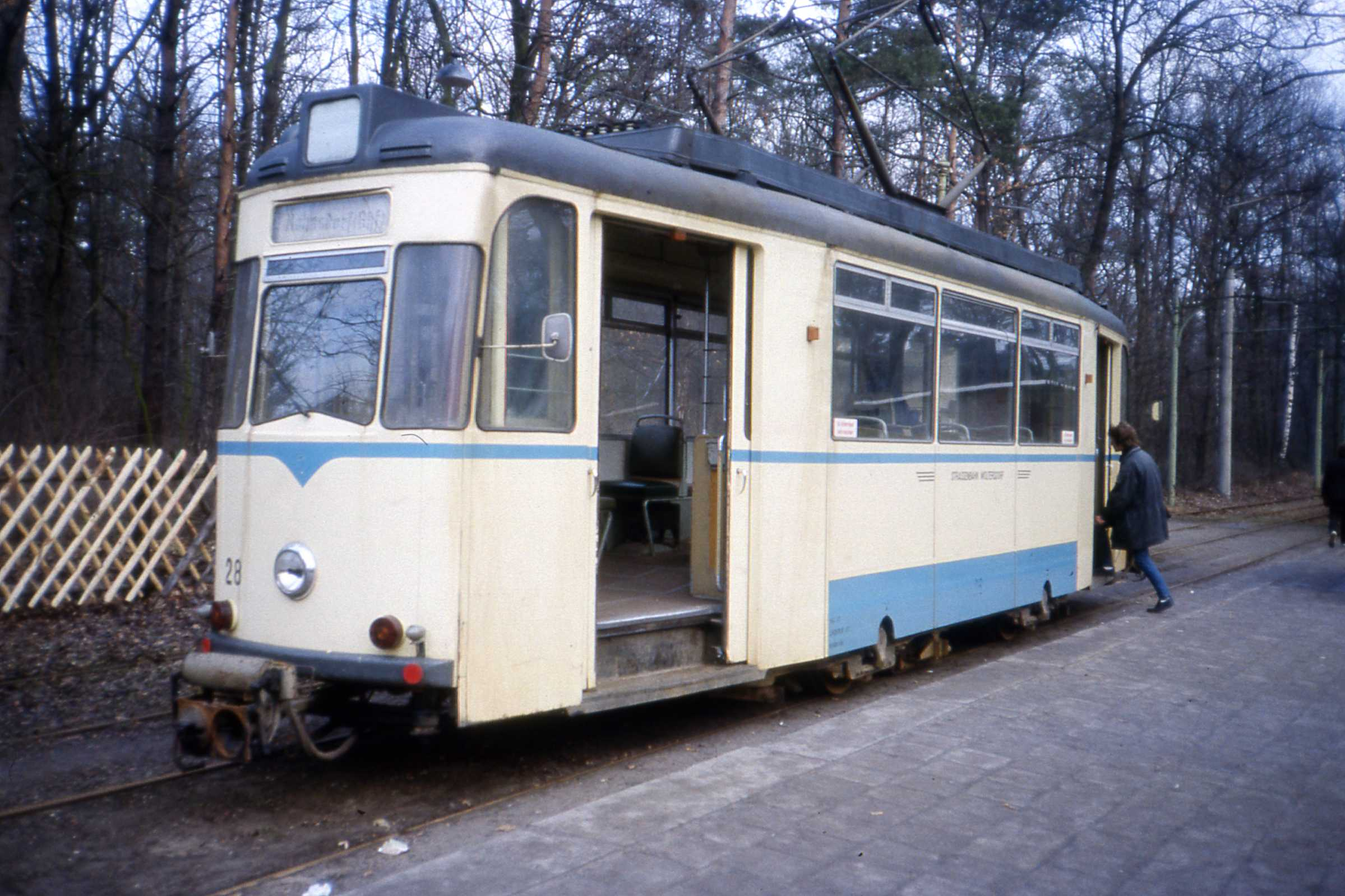
Endhaltestelle der Woltersdorfer Straßenbahn am S-Bahnhof Rahnsdorf, 1990

Der Bahnhof wurde am 15. Mai 1879 eröffnet. Zwischen 1899 und 1902 erfolgte der Neubau der Station unter Karl Cornelius und Waldemar Suadicani. Ausschlaggebend für den Neubau war die Höherlegung der Strecke bei gleichzeitiger Errichtung eines eigenen Gleispaars für den Fern- und Güterverkehr. Die Anlage ist in ihrem Aufbau noch weitestgehend erhalten und steht unter Denkmalschutz.
Am 11. November 1916 kam es zu einem schweren Eisenbahnunfall. Eine Gruppe von Gleisarbeiterinnen winkte den Soldaten eines vorbeifahrenden Militärzuges. Dabei überhörten und übersahen sie bei schlechter Sicht durch Nebel einen Zug (den sogenannten Balkanzug), der auf dem Gleis fuhr, auf dem sie selber standen. 19 Frauen kamen ums Leben, wegen Personalmangels im Weltkrieg kamen damals Frauen im Gleisbau zum Einsatz. Der Sicherungsposten, der das Warnsignal zu spät abgegeben hatte, wurde zu einem Jahr Gefängnisstrafe verurteilt.
Ab dem 11. Juni 1928 wurde der elektrische Vorortverkehr mit Triebwagen aufgenommen; seit dem 1. Dezember 1930 werden diese Fahrten unter dem Namen „S-Bahn“ zusammengefasst. Der Verkehr mit Dampfzügen fand zunächst noch etwa ein halbes Jahr lang parallel zu den Triebwagen statt und wurde 1929 schließlich eingestellt.
Im April 1945 musste der Zugverkehr kriegsbedingt eingestellt werden. Später erfolgte die Demontage beider S-Bahn-Gleise durch die sowjetische Besatzungsmacht. Die Strecke samt Bahnhof wurde erst am 1. September 1948 wieder in Betrieb genommen. Bis zum 2. November 1948 war der Bahnhof Endbahnhof, da die Strecke nach Erkner noch nicht wieder hergestellt war. Seitdem ist die S-Bahn-Strecke nach Erkner wieder komplett in Betrieb.
In den Jahren 2009 und 2010 wurden das Bahnsteigdach saniert, die Beleuchtungsanlagen erneuert und ein Blindenleitsystem eingerichtet.
Seit April 2015 erfolgt die Zugabfertigung durch den Triebfahrzeugführer mittels Führerraum-Monitor (ZAT-FM). Seit Ende 2015 wird der S-Bahnhof durch ein elektronisches Stellwerk gesteuert, in diesem Zuge erfolgte eine Ausrüstung mit dem elektronischen Zugbeeinflussungssystem ZBS.
Im Rahmen des Streckenausbaus der Fernbahn Berlin – Frankfurt (Oder) werden seit 2017 die Gleis- und Oberleitungsanlagen auch im Bereich des Bahnhofs Berlin-Rahnsdorf umgebaut sowie die Eisenbahnüberführung Straße nach Fichtenau erneuert. Das Stellwerksgebäude am Bahnhof musste in diesem Zusammenhang abgerissen werden.

## Einfluss auf die umliegende Topografie
Während sich am Bahnhof selbst nur wenige Menschen ansiedelten und er vergleichsweise weit entfernt von größeren Ansiedlungen liegt, hatte der Bahnhof einen Einfluss auf die Entwicklung der im weiteren Umkreis umliegenden Orte. So wurde die Villenkolonie Fichtenau weitab des eigentlichen Dorfes Klein Schönebeck (heute Teil von Schöneiche) auf einer „Nase“ der Feldmark erbaut, damit seine Bewohner einen kurzen Weg zum Bahnhof hatten.
Außerdem führt seit 1913 durch den Einsatz der Bewohner von Schönblick die Woltersdorfer Straßenbahn zum Bahnhof Rahnsdorf.

## Verkehr
Der Bahnhof wird von der Berliner S-Bahn-Linie S3, die zwischen Erkner und Spandau verkehrt, bedient. Ferner ist der Bahnhof an die Buslinie 161 der Berliner Verkehrsbetriebe angebunden und Ausgangspunkt der Woltersdorfer Straßenbahn (Straßenbahnlinie 87 im Verkehrsverbund Berlin-Brandenburg).
| Linie | Verlauf |
| ----- | --- |
|       | Spandau – Stresow – Pichelsberg – Olympiastadion – Heerstraße – Messe Süd – Westkreuz – Charlottenburg – Savignyplatz – Zoologischer Garten – Tiergarten – Bellevue – Hauptbahnhof – Friedrichstraße – Hackescher Markt – Alexanderplatz – Jannowitzbrücke – Ostbahnhof – Warschauer Straße – Ostkreuz – Rummelsburg – Betriebsbahnhof Rummelsburg – Karlshorst – Wuhlheide – Köpenick – Hirschgarten – Friedrichshagen – Rahnsdorf – Wilhelmshagen – Erkner |